# 秋元雄史
秋元 雄史（あきもと ゆうじ、1955年7月24日 - ）は、東京藝術大学名誉教授、金沢21世紀美術館特任館長、国立台南芸術大学栄誉教授、美術評論家。

## 経歴
- 1955年東京都生まれ。
- 東京都立武蔵丘高等学校卒業
- 東京芸術大学美術学部絵画科卒業[2]

- 1991年 ベネッセコーポレーション（旧・福武書店）
- 美術館の運営責任者として国吉康雄美術館、ベネッセアートサイト直島の企画・運営に携わる。
- ベネッセアートサイト直島では、1997年から2002年まで直島・家プロジェクト（第一期７件）を担当。宮島達男、ジェームズ・タレル＋安藤忠雄、内藤礼、杉本博司、大竹伸朗、須田悦弘、千住博の作品を本村集落に設置。
- 2002年頃からはモネ《睡蓮》の購入をきっかけに「地中美術館」を構想し、ディレクションに携わる。ウォルター・デ・マリア、ジェームズ・タレル、安藤忠雄とクロード・モネの組み合わせによるサイト・スペシフィックな建築とアートの一体となったスペースを2004年に完成。
- 1992年 ベネッセアートサイト直島チーフキュレーター
- 2004年 地中美術館館長／公益財団法人直島福武美術館財団常務理事
- 2004年 ベネッセアートサイト直島・アーティスティックディレクター
- 2010年 金沢21世紀美術館とフランスのルーブル美術館との共同企画展
- 2014年 金沢21世紀美術館とフランスのポンピドゥー・センターとの共同企画展開催。アジアの現代美術、建築、工芸、デザイン、書や新人作家の紹介など、幅広く現代美術を扱った。
- 屋外の作品では、オラファー・エリアソンの「カラー・アクティビィティ・ハウス」（2010年）、開館10周年（2014年）を記念した建築家グループのSANAA（妹島和世、西沢立衛）による「まる」（2016年）を設置。
- International Committee of the 2013 Gyeonggi International Ceramic Biennale（利川セラピア・利川世界陶磁センター他 京畿道 韓国）では作家推薦、審査を務めた。

## 企画
- 2013年「The Co-Curator of Taiwan Japan-Contemporary Craft and Design/Craft in Flux 2nd International Triennale of Kougei in Kanazawa Exchange Exhibition in Taiwan」（国立台湾工芸研究発展センター、台湾）を共同企画。
- 2015年文化庁海外展「日本の工芸未来派Japanese kougei； Future Forward」展（ミュージアム・オブ・アーツ・アンド・デザイン、ニューヨーク市、マンハッタン(Museum of Arts and Design, MAD)
- 2017年2月15日～20日「新しい工芸　KOGEI Future Forward」展（会場：日本橋三越本店本館1階中央ホール）
- 2017年8月23日～9月27日「Japanese Kogei Future Forward 工芸未来派–Bridge Art and Craft 工芸ブリッジ」（主催：GYRE　会場：EYE OF GYRE）
- 日仏友好160年を記念し、2018年にフランス全土で開催された日本文化・芸術の祭典「ジャポニズム2018：響きあう魂」において『井上有一　1916−1985　–書の解放-』展（会場：パリ日本文化会館 2018年7月14日～9月15日、トゥールーズ＝ロートレック美術館 2018年9月29日～12月17日）
- 2018年12月7日～16日「秋元雄史監修 もう一つの工芸未来派」（会場：和光ホール）
- 2020年7月23日～9月6日「特別展　あるがままのアート　―人知れず表現し続ける者たち」（主催：東京藝術大学、NHK、文化庁、独立行政法人　日本芸術文化振興会　会場：東京藝術大学大学美術館本館）
- 2020年11月20日～2021年3月28日「日本の鐘　井上有一作品回顧展」（主催、会場：清華大学博物館・北京）
- 2021年1月9日～19日、3月3日～15日「100歳記念　すごいぞ！野見山暁治のいま」展　監修　（主催：日本経済新聞社、会場：日本橋高島屋、京都高島屋）

### 地中美術館
- 「柳幸典」展
- 「山田正亮」展
- 「キッズアートランド」展
- 「Out of bounds; open air‘94:　海景の中の美術」展（南條史生氏との共同企画）
- 「直島スタンダード」展
- 「直島スタンダード2」展

### 金沢21世紀美術館
- 「金沢アートプラットホーム2008」
- 2012年「工芸未来派」展
- 2013年「柿沼康二 書の道 “ぱーっ”」展
- 2014年「橋本雅也 間（あわい）なるもの」展
- 2016年「生誕百年記念井上有一」展
- 2009年「金沢・世界工芸トリエンナーレ・プレ　自由な工芸」展（主催：金沢・世界工芸トリエンナーレ開催委員会、共催：金沢市、金沢市工芸協会）
- 2010年「第1回 金沢・世界工芸トリエンナーレ　工芸的ネットワーキング」（主催：金沢・世界工芸トリエンナーレ実行委員会、共催：金沢市、金沢市工芸協会、第一会場：リファーレ、第二会場：金沢21世紀美術館ギャラリーA）
- 2013年「第2回 金沢・世界工芸トリエンナーレ　工芸におけるリージョナルなもの」（主催：金沢・世界工芸トリエンナーレ実行委員会、共催：金沢市、金沢市工芸協会、会場：金沢21世紀美術館市民ギャラリーA）
- 2017年1月21日～2月11日「第3回 金沢・世界工芸トリエンナーレ　進化する芸術工芸」監修（主催：金沢・世界工芸トリエンナーレ実行委員会、共催：金沢市、金沢市工芸協会、会場：金沢21世紀美術館市民ギャラリーA,B）

## 他の主な委員・役職
- 2007年4月～2017年3月　金沢21世紀美術館館長
- 2007年4月～2017年3月　金沢美術工芸大学理事／経営審議委員
- 2013年4月～2017年3月　秋田公立美術大学客員教授
- 2015年4月～2021年3月　東京藝術大学大学美術館館長
- 2016年9月～2018年3月　女子美術大学芸術学部特別招聘教授
- 2016年～2020年　厚生労働省障害者芸術文化活動普及支援事業の評価検討会構成員
- 2016年～2022年　江副記念財団選考委員
- 2017年～　国立台南芸術大学栄誉教授
- 2017年～2018年　文化庁文化審議会委員
- 2017年～　川村記念文化財団評議員
- 2017年～　ユニバーサルデザインいしかわ理事
- 2017年～2018年　大学博物館等協議会・日本博物科学会会長
- 2018年4月～2023年3月　練馬区立美術館館長
- 2018年～2021年　文化庁国際文化交流・協力推進委員会委員
- 2018年～2022年　公益財団法人東京オリンピック・パラリンピック競技大会組織委員会文化・教育委員会
- 2018年～2022年　一般財団法人東京国立博物館協力会理事
- 2018年～2023年　日本財団「DIVERSITY IN THE ARTS」審査委員
- 2018年、2021年　富山ガラス大賞展2018」、「富山ガラス大賞展2021」審査員
- 2018年～　アジアン・カルチュラル・カウンシル日本財団理事
- 2018年～　岡山市有識者懇話会メンバー
- 2018年～2020年　ザ・クリエイション・オブ・ジャパン　アドバイザー
- 2018年～2020年　国際交流基金「建築展事業委員会」委員
- 2019年～2021年　文化庁「アートプラットフォーム事業」審査委員
- 2019年～　菊地誠22世紀医美支援事業団　理事
- 2019年～　現代美術文化振興財団「陶芸家支援助成金」選考委員
- 2020年　　文化庁「優れた現代美術の国際発信促進事業」協力者会議委員
- 2020年～　富山ガラス美術館協議会委員
- 2021年4月～2023年3月　練馬区文化振興協会常務理事

## 著書
- 「美術と展示の現場 (神戸芸術工科大学レクチャーシリーズII 1)」　共著 秋元雄史、中原佑介、笠原美智子、増田玲　新宿書房（2008年）
- 「揺らぎの中の日本文化　原像・怪異・日本美術」　共著 新納泉、山口和子、鐸木道剛、平川南、松木武彦、坂部恵、松岡心平、秋元雄史、宮崎法子　岡山大学出版会（2009年）
- 「日本列島『現代アート』を旅する」　小学館新書（2015年6月1日） ISBN：978-4-09-825243-5
- 「工芸未来派　アート化する新しい工芸 」六耀社（2016年1月23日） ISBN：978-4-89737-814-5
- 「おどろきの金沢」　講談社プラスα新書（2017年6月）
- 「直島誕生　過疎化する島で目撃した『現代アートの挑戦』全記録」　ディスカヴァリー・トゥエンティワン（2018年7月12日）
- 「武器になる知的教養 西洋美術鑑賞」　大和書房（2018年10月7日）
- 「一目置かれる知的教養　日本美術鑑賞」　大和書房（2019年5月19日）
- 「アート思考　ビジネスと芸術で人々の幸福を高める方法」　プレジデント社（2019年10月30日）